# 88 Samodzielna Brygada Strzelecka
88 Samodzielna Brygada Strzelecka (ros. 88-я отдельная стрелковая бригада) – jednostka wojskowa Armii Czerwonej złożona z Chińczyków i Koreańczyków podczas II wojny światowej.

## Historia
Została sformowana w lipcu/sierpniu 1942 na Dalekim Wschodzie. Podlegała sowieckiej 25 Armii. Dowódcą został Chińczyk, podpułkownik Zhou Baozhong (周保中). Komisarzem politycznym był początkowo też Chińczyk major Cui Shiquan (崔石泉), zaś od stycznia 1943 major W.J. Sieriegin. Funkcję szefa sztabu objął major W.A. Samarczenko. Szefem wywiadu był kolejny Chińczyk Feng Zhongyun (冯仲云). W skład brygady weszli Chińczycy i Koreańczycy, rozmieszczeni w obozach „A” i „B” w rejonie Ussuryjska i na przedmieściach Kerki w Turkmenistanie. Częściowo byli to partyzanci komunistyczni, których oddziały były zmuszone przekroczyć sowiecką granicę. Brygada została uzupełniona sowieckimi obywatelami chińskiego i koreańskiego pochodzenia, osiągając liczebność około 1,5 tysiąca ludzi. Byli oni uzbrojeni w 4312 karabinów, 370 karabinów automatycznych, 48 lekkich i 63 ręcznych karabinów maszynowych, 21 dział polowych, 16 rusznic przeciwpancernych. Dowództwo 1. batalionu złożonego z Koreańczyków objął kapitan Kim Song Ju, znany potem jako Kim Ir Sen. Brygada stacjonowała we wsi Wiatskoje nad Amurem w rejonie Chabarowska. Nie została skierowana do walki, gdyż miała spełniać wyłącznie zadania wywiadowczo-dywersyjne przeciwko Japonii (małe grupy zbrojne były przerzucane do Mandżurii i Korei). Chińczycy i Koreańczycy – oprócz szkolenia wywiadowczo-dywersyjnego – przechodzili intensywne szkolenie ideologiczne. Po reorganizacji w kwietniu 1944 brygada składała się ze sztabu, oddziału politycznego, oddziału kontrwywiadowczego (Smiersz), czterech samodzielnych batalionów strzeleckich, batalionu karabinów maszynowych, samodzielnego dywizjonu artylerii, samodzielnej kompanii moździerzy, samodzielnej kompanii zwiadowczej, samodzielnej kompanii łączności, samodzielnej kompanii saperów, samodzielnej kompanii samochodowej i służb tyłowych oraz specjalnego kursu wojskowych wywiadowców. W połowie 1945 brygada została podporządkowana bezpośrednio sztabowi nowo sformowanego Frontu Dalekowschodniego. W lipcu 1945 dowództwo brygady opracowało plan ataku wydzielonego 100-osobowego oddziału w Mandżurii, ale nie został on zrealizowany. Jednostka nie weszła też do walki 9 sierpnia, kiedy Armia Czerwona uderzyła na Mandżukuo, pozostając w rezerwie 25 Armii. W rezultacie dowódca brygady skierował bezskuteczną prośbę do dowódcy Frontu Dalekowschodniego o skierowanie do działań wojennych. Brygada została oficjalnie rozformowana 12 października 1945. Chińczycy udali się do swojej ojczyzny, wzmacniając tamtejszy ruch komunistyczny, zaś Koreańczyków przewieziono do północnej Korei.